# Augusta Sasko-Gothajsko-Altenburská
Augusta Luisa Frederika Sasko-Gothajsko-Altenburská (30. listopadu 1752, Roda – 28. května 1805, Rudolstadt) byla kněžna ze Schwarzburgu-Rudolstadtu.

## Život
Narodila se 30. listopadu 1752 v Stadtrodě jako dcera prince Jana Augusta Sasko-Gothajsko-Altenburského a hraběnky Luisy Reuss-Schleiz.
Dne 28. listopadu 1780 se stala druhou manželkou prince Fridricha Karla Schwarzbursko-Rudolstadtského, syna knížete Ludvíka Günthera II. Schwarzbursko-Rudolstadtského. Manželství zůstalo bezdětné.
Zemřela 28. května 1805.